# Liste der Nummer-eins-Hits in Frankreich (1997)
Diese Liste enthält alle Nummer-eins-Hits in Frankreich im Jahr 1997. Es gab in diesem Jahr zehn Nummer-eins-Singles und 17 Nummer-eins-Alben.
| Singles | Alben |
| --- | --- |
| - Gala – Freed from Desire - 13 Wochen (27. Oktober 1996 – 25. Januar 1997) - Madonna – Don’t Cry for Me Argentina - 4 Wochen (26. Januar – 22. Februar) - Gala – Let A Boy Cry - 1 Woche (23. Februar – 1. März, insgesamt 2 Wochen) - Andrea Bocelli – Con te partirò - 1 Woche (2. März – 8. März, insgesamt 5 Wochen) - Gala – Let A Boy Cry - 1 Woche (9. März – 15. März, insgesamt 2 Wochen) - Andrea Bocelli – Con te partirò - 4 Wochen (16. März – 12. April, insgesamt 5 Wochen) - Ricky Martin – (Un, dos, tres) Maria - 9 Wochen (13. April – 14. Juni) - Wes – Alane - 10 Wochen (15. Juni – 23. August) - Will Smith – Men in Black - 3 Wochen (24. August – 13. September) - Elton John – Candle In The Wind 1997 - 5 Wochen (14. September – 18. Oktober) - Aqua – Barbie Girl - 1 Woche (19. Oktober – 25. Oktober, insgesamt 2 Wochen) - Florent Pagny – Savoir aimer - 1 Woche (26. Oktober – 1. November, insgesamt 10 Wochen) - Aqua – Barbie Girl - 1 Woche (2. November – 8. November, insgesamt 2 Wochen) - Florent Pagny – Savoir aimer - 9 Wochen (9. November 1997 – 10. Januar 1998, insgesamt 10 Wochen) | - Worlds Apart – Everybody - 1 Woche (29. Dezember 1996 – 4. Januar 1997, insgesamt 2 Wochen; → 1996) - Céline Dion – Live à Paris - 1 Woche (5. Januar – 11. Januar, insgesamt 8 Wochen; → 1996) - Mylène Farmer – Anamorphosée - 2 Wochen (12. Januar – 25. Januar) - Andrea Bocelli – Romanza - 5 Wochen (26. Januar – 1. März, insgesamt 24 Wochen) - U2 – Pop - 1 Woche (2. März – 8. März) - Andrea Bocelli – Romanza - 9 Wochen (9. März – 10. Mai, insgesamt 24 Wochen) - Michael Jackson – Blood on the Dance Floor – HIStory in the Mix - 1 Woche (11. Mai – 17. Mai) - Andrea Bocelli – Romanza - 4 Wochen (18. Mai – 14. Juni, insgesamt 24 Wochen) - MC Solaar – Paradisiaque - 1 Woche (15. Juni – 21. Juni) - Andrea Bocelli – Romanza - 6 Wochen (22. Juni – 2. August, insgesamt 24 Wochen) - Era – Era - 2 Wochen (3. August – 16. August) - Oasis – Be Here Now - 1 Woche (17. August – 23. August) - Jean-Jacques Goldman – En passant - 7 Wochen (24. August – 11. Oktober) - Michel Sardou – Salut - 3 Wochen (12. Oktober – 1. November) - Florent Pagny – Savoir aimer - 2 Wochen (2. November – 15. November) - Céline Dion – Let’s Talk About Love - 7 Wochen (16. November 1997 – 3. Januar 1998) |